# Stipe Perica
Stipe Perica (* 7. Juli 1995 in Zadar) ist ein kroatischer Fußballspieler, der aktuell bei Standard Lüttich unter Vertrag steht.

## Karriere

### Verein
Im Sommer 2011 rückte Perica in den Profikader von NK Zadar und unterschrieb einen Vierjahresvertrag. In seiner ersten Profisaison wurde er Stammspieler und erzielte in 20 Spielen acht Tore.
Am 1. August 2013 wechselte Perica in die Premier League zum FC Chelsea. Er wurde jedoch umgehend für die Saison 2013/14 in die niederländische Eredivisie an NAC Breda verliehen.
Im Januar 2016 wurde Perica für eine halbe Saison an Udinese Calcio verliehen. Im Anschluss daran wurde das Leihgeschäft verlängert und im Sommer 2016 wechselte Perica dann fest nach Udine.
Im Sommer 2018 wurde er von Udine für die Saison 2018/19 an Frosinone Calcio ausgeliehen. Für Frosinone war dies die erste Saison nach dem Aufstieg in die Serie A, der obersten italienische Liga. Nachdem er sieben Spiele für den Verein bestritten hatte, stand er nach einer Verletzungsunterbrechung zunächst noch im Kader, wurde er tatsächlich nicht mehr eingesetzt. Da man dort mit seinen Leistungen nicht zufrieden war, wurde eine Beendigung der Ausleihe zum nächsten Transferfenster im Winter 2018/19 vereinbart.
Bei den nächsten zwei anstehenden Spielen in Udinese stand Perica nicht im Kader. Es wurde dann eine Ausleihe für den Rest der Saison nach Kasımpaşa Istanbul vereinbart, der in der Süper Lig, der obersten türkischen Liga, spielt.
Nachdem er auch von dieser Leihe nach Udinese zurückgekehrt war, wurde am 23. August 2019 eine weitere Ausleihe für die Saison 2019/20 mit anschließender Kaufoption mit dem belgischen Erstdivisionär Royal Excel Mouscron vereinbart. Diese wurde jedoch nicht gezogen. 2020 wechselte er zum FC Watford. Dort absolvierte er 16 Zweitligapartien, von denen er jedoch in zweien in der Startelf stand. Im August 2021 heuerte er dann beim israelischen Erstligisten Maccabi Tel Aviv an. Insgesamt bestritt Perica 35 von 38 möglichen Ligaspielen für Maccabi Tel Aviv, in denen er 17 Tore schoss, 12 Europapokal-Spiele mit 3 Tore und 4 Spiele im nationalen Pokal.
Anfang September 2022 wechselt Perica wieder nach Belgien, diesmal zu Standard Lüttich, und unterschrieb dort einen Vertrag mit einer Laufzeit von drei Jahren. Er bestritt in seiner ersten Saison für Standard 27 von 33 möglichen Ligaspielen, in denen er vier Tore schoss, sowie zwei Pokalspiele. In der nächsten Saison waren es 8 von 40 möglichen Ligaspielen und ein Pokalspiele mit zwei geschossenen Toren.

### Nationalmannschaft
Perica spielte 2013 für die U-19, anschließend für die U-20 und bis 2016 für die U-20 Kroatiens.